# Mazda Kusabi
Pour l’article homonyme, voir Kusabi.
La Mazda Kusabi est un concept-car présenté en 2003. Il est équipé d'un moteur 4 cylindres de 150CV.